# MSN Games
MSN Games (aussi connu sous les noms de Zone.com, Internet Gaming Zone, MSN Gaming Zone) est le site internet de jeux vidéo en ligne pour des parties multijoueur de Microsoft.
Le support des jeux pour Windows XP et ME a cessé le 31 juillet 2019 et pour Windows 7, le 22 janvier 2020.